# Premio Prometheus
Il Premio Prometheus (Prometheus Award) è un premio letterario assegnato annualmente dalla Libertarian Futurist Society ai romanzi di fantascienza sociale e politica di chiave libertaria «che esplorano le possibilità di un futuro libero, sostengono i diritti umani, inclusa la libertà personale ed economica, mettono in scena il perenne conflitto tra gli individui e i governi repressivi o criticano le tragiche conseguenze dell'abuso di potere, specie da parte dello Stato («that explores the possibilities of a free future, champions human rights (including personal and economic liberty), dramatizes the perennial conflict between individuals and coercive governments, or critiques the tragic consequences of abuse of power--especially by the State»).
Istituito da L. Neil Smith e assegnato per la prima volta nel 1979, diventa un riconoscimento regolare solo a partire dal 1982, grazie al supporto della Libertarian Futurist Society.
Dal 1983 è stata introdotta una Hall of Fame per onorare i classici, cioè i romanzi pubblicati da almeno cinque anni, e dal 1998 sono stati assegnati episodicamente dei premi speciali.

## Albo d'oro
I vincitori sono indicati in grassetto, a seguire i finalisti.

### Anni 1979-1989
- 1979: Intrigo interstellare (Wheels Within Wheels) di F. Paul Wilson
- 1980-1981: il premio non ha avuto luogo
- 1982: The Probability Broach di L. Neil Smith
  - Storie di Nevèrÿon (Tales of Nevèrÿon) di Samuel Delaney
  - Alongside Night di J. Neil Schulman
  - The Watcher di Kay Nolte Smith
  - Song From the Stars di Norman Spinrad
  - An Enemy of the State di F. Paul Wilson
- 1983: Voyage from Yesteryear di James P. Hogan
  - Operazione domani (Friday) di Robert Heinlein
  - Fire Dancer di Ann Maxwell
  - La terra dai molti colori (The Many Colored Land) di Julian May
  - Giuramento di fedeltà (Oath of Fealty) di Larry Niven e Jerry Pournelle
- 1984: The Rainbow Cadenza di J. Neil Schulman
  - Double Crossing di Erica Holzer
  - Nagasaki Vector di L. Neil Smith
  - Orion risorgerà (Orion Shall Rise) di Poul Anderson
  - Thendra House di Marion Zimmer Bradley
- 1985: il premio non è stato assegnato
  - Manna di Lee Correy
  - L'Enciclopedia Finale (Final Encyclopedia) di Gordon Dickson
  - Tom Paine Maru di L. Neil Smith
  - Quando scoppiò la pace (The Peace War) di Vernor Vinge
  - Il sepolcro (The Tomb) di F. Paul Wilson
- 1986: Cybernetic Samurai di Victor Milan
  - A Matter of Time di Glen Cook
  - Radio Libera Albemuth (Radio Free Albemuth) di Philip K. Dick
  - Elegy for a Soprano di Kay Nolte Smith
  - Galltin Divergence di L. Neil Smith
- 1987: I naufraghi del tempo (Marooned in Realtime) di Vernor Vinge
  - Il racconto dell'ancella (The Handmaid's Tale) di Margaret Atwood
  - La difesa di Shora (A Door into Ocean) di Joan Slonczewski
  - The Crystal Empire di L. Neil Smith
  - Circuit di Melinda Snodgrass
- 1988: The Jehovah Contract di Victor Koman
  - I signori di Garth (The Uplift War) di David Brin
  - I giganti della Terra (The Way of the Pilgrim) di Gordon Dickson
  - First Citizen di Thomas Thomas
  - Circuit Breaker di Melinda Snodgrass
- 1989: Moon of Ice di Brad Linaweaver
  - Gravità zero (Falling Free) di Lois McMaster Bujold
  - Oltre il tramonto (To Sail Beyond the Sunset) di Robert Heinlein
  - Final Circuit di Melinda Snodgrass
  - David's Sling di Marc Stiegler

### Anni 1990-1999
- 1990: Solomon's Knife di Victor Koman
  - Gli immortali (The Boat of a Million Years) di Poul Anderson
  - Mirror Maze di James Hogan
  - Infinity Hold di Barry Longyear
  - Henry Martyn di Neil Smith
- 1991: La grande congiura (In the Country of the Blind) di Michael Flynn
  - The Infinity Gambit di James Hogan
  - V for Vendetta di Alan Moore
  - Cybernetic Shogun di Victor Milan
  - Under the Yoke di S.M Stirling
- 1992: Fallen Angels di Larry Niven, Jerry Pournelle e Michael Flynn
  - ME di Thomas Thomas
  - Distant Drums di D.L. Carey
  - The Rift; Star Trek #59 di Peter David
  - Silicon Man di Charles Platt
  - D'Shai di Joel Rosenberg
  - A Tale of the Wind di Kay Nolte Smith
  - The Tery di F. Paul Wilson
- 1993: The Multiplex Man di James P. Hogan
- 1994: Pallas di L. Neil Smith
  - The Rainbow Man di M.J. Engh
  - Mendicanti di Spagna (Beggars in Spain) di Nancy Kress
  - The Silicon Man di Charles Platt
  - Virtual Girl di Amy Thomson
- 1995: The Stars are also Fire di Poul Anderson
  - Il fiume nero dell'anima (Dark Rivers of the Heart) di Dean Koontz
- 1996: Il piano clandestino (The Star Fraction) di Ken MacLeod
  - Il giorno del perdono (Four Ways to Forgiveness) di Ursula LeGuin
  - CLD di Victor Milan
  - Design for Great-Day di Erik Frank Russell e Alan Dean Foster
  - L'era del diamante (The Diamond Age) di Neal Stephenson
- 1997: Kings of the High Frontier di Victor Koman
  - Firestar di Michael Flynn
  - Wildside di Steven Gould
  - Paths to Otherwhere di James P. Hogan
  - Sliders di Brad Linaweaver
  - The Stone Canal di Ken MacLeod
- 1998: The Stone Canal di Ken MacLeod
  - The Fleet of Stars di Poul Anderson
  - Finity's End di C.J. Cherryh
  - Nanotime di Bart Kosko
  - Bretta Martyn di L. Neil Smith
- 1999: The Golden Globe di John Varley
  - Moonwar di Ben Bova
  - Rogue Star di Michael Flynn
  - Y2K: The Millennium Bug di Don L. Tiggre
  - Masque di F. Paul Wilson e Matthew Costello

### Anni 2000-2009
- 2000: Quando la luce tornerà (A Deepness in the Sky) di Vernor Vinge
  - The Martian Race di Gregory Benford
  - Cradle of Saturn di James Hogan
  - La divisione Cassini (The Cassini Division) di Ken MacLeod
  - Cryptonomicon di Neal Stephenson
- 2001: The Forge of the Elders di L. Neil Smith
  - Lodestar di Michael Flynn
  - The Sky Road di Ken MacLeod
  - The Truth di Terry Pratchett
  - Eagle Against the Stars di Steve White
- 2002: Psychohistorical Crisis di Donald Kingsbury
  - Falling Stars di Michael Flynn
  - Enemy Glory di Karen Michalson
  - The American Zone di L. Neil Smith
  - Hosts di F. Paul Wilson
- 2003: Night Watch di Terry Pratchett
  - La scala di Schild (Schild's Ladder) di Greg Egan
  - Luce nera (Dark Light) di Ken MacLeod
  - Escape from Heaven di J. Neil Schulman
  - The Haunted Air di F. Paul Wilson
- 2004: Sims di F. Paul Wilson
  - L'impero degli indifesi (Naked Empire) di Terry Goodkind
  - The Pixel Eye di Paul Levinson
  - Spin State di Chris Moriarty
  - Harry Potter e l'Ordine della Fenice (Harry Potter and the Order of the Phoenix) di J. K. Rowling
- 2005: The System of the World di Neal Stephenson
  - Stato di paura (State of Fear) di Michael Crichton
  - Anarquia di Brad Linaweaver e Kent J. Hastings
  - Newton's Wake di Ken MacLeod
  - Marque and Reprisal di Elizabeth Moon
- 2006: Learning the World di Ken MacLeod
  - Chainfire di Terry Goodkind
  - 47 di Walter Mosley
  - The Black Arrow di Vin Suprynowicz
  - The Hidden Family di Charles Stross
  - RebelFire: Out of the Gray Zone di Claire Wolfe e Aaron Zelman
- 2007: Glasshouse di Charles Stross
  - Empire di Orson Scott Card
  - Le brigate fantasma (The Ghost Brigades) di John Scalzi
  - Alla fine dell'arcobaleno (Rainbows End) di Vernor Vinge
  - Harbingers di F. Paul Wilson
- 2008: The Gladiator di Harry Turtledove ex aequo con Ha'Penny di Jo Walton
  - Ragamuffin di Tobias S. Buckell
  - The Execution Channel di Ken MacLeod
  - Fleet of Worlds di Larry Niven e Edward M. Lerner
- 2009: Little Brother di Cory Doctorow
  - Matter di Iain Banks
  - The January Dancer di Michael Flynn
  - Saturn's Children di Charles Stross
  - Opening Atlantis di Harry Turtledove
  - Half a Crown di Jo Walton

### Anni 2010-2019
- 2010: The Unincorporated Man di Dani e Eytan Kollin
  - Hidden Empire di Orson Scott Card
  - Makers di Cory Doctorow
  - Liberating Atlantis di Harry Turtledove
  - The United States of Atlantis di Harry Turtledove
- 2011: Darkship Thieves di Sarah Hoyt
  - For the Win di Cory Doctorow
  - The Last Trumpet Project di Kevin MacArdry
  - Live Free or Die di John Ringo
  - Ceres di L. Neil Smith
- 2012: Ready Player One di Ernest Cline ex aequo con The Freedom Maze di Delia Sherman
  - The Children of the Sky di Vernor Vinge
  - In the Shadow of Ares di Thomas L. James e Carl C. Carlsson
  - The Restoration Game di Ken MacLeod
  - Sbuff di Terry Pratchett
- 2013: Pirate Cinema di Cory Doctorow
  - Arctic Rising di Tobias Buckell
  - Darkship Renegades di Sarah Hoyt
  - The Unincorporated Future di Dani Kollin e Eytan Kollin
  - Kill Decision di Daniel Suarez
- 2014: Homeland di Cory Doctorow, ex aequo con Nexus di Ramez Naam
  - A Few Good Men di Sarah Hoyt
  - Crux di Ramez Naam
  - Brilliance di Marcus Sakey
- 2015: Influx di Daniel Suarez
  - Il problema dei tre corpi di Liu Cixin
  - Raising Steam di Terry Pratchett
  - A Better World di Marcus Sakey
- 2016: Seveneves di Neal Stephenson
  - Golden Son di Pierce Brown
  - Apex di Ramez Naam
  - The Just City di Jo Walton
  - A Borrowed Man di Gene Wolfe
- 2017: The Core of the Sun di Johanna Sinisalo
  - The Corporation Wars: Dissidence di Ken MacLeod
  - The Corporation Wars: Insurgence di Ken MacLeod
  - The Mandibles di Lionel Shriver
  - Blade of p’Na di L. Neil Smith
- 2018: The Powers of the Earth di Travis J I Corcoran
  - Drug Lord: High Ground di Doug Casey e John Hunt
  - Torchship, Torchship Pilot e Torchship Captain di Karl Gallagher
  - Darkship Revenge di Sarah A. Hoyt
  - The Corporation Wars: Emergence di Ken MacLeod
  - Artemis - La prima città sulla Luna (Artemis) di Andy Weir
- 2019: Causes of Separation di Travis J I Corcoran
  - Kingdom of the Wicked di Helen Dale
  - State Tectonics di Malka Older
  - The Fractal Man di J. Neil Schulman
  - All Systems Red di Martha Wells

### Anni 2020-2029
- 2020: Alliance Rising di C. J. Cherryh e Jane Fancher
  - I testamenti (The Testaments) di Margaret Atwood
  - Ruin's Wake di Patrick Edwards
  - Luna: Moon Rising di Ian McDonald
  - Ode to Defiance di Marc Stiegler
- 2021: The War Whisperer, Book 5: The Hook di Barry B. Longyear[2]
  - Who Can Own the Stars? di Mackey Chandler
  - Storm between the Stars di Karl K. Gallagher
  - Braintrust: Requiem di Marc Stiegler
  - Heaven’s River di Dennis E. Taylor
- 2022: Rich Man's Sky di Wil McCarthy[3]
  - Between Home and Ruin di Karl K. Gallagher
  - Seize What’s Held Dear di Karl K. Gallagher
  - Klara e il Sole (Klara and the Sun) di Kazuo Ishiguro
  - Should We Stay or Should We Go di Lionel Shriver
- 2023: Cloud Castles di Dave Freer[4]
  - Widowland di C.J. Carey
  - Captain Trader Helmsman Spy di Karl K. Gallagher
  - A Beast Cannot Feign di Dr. Insensitive Jerk
  - Summer’s End di John Van Stry
- 2024: Critical Mass di Daniel Suarez[5]
  - Swim Among The People di Devon Eriksen
  - Captain Trader Helmsman Spy di Karl K. Gallagher
  - God’s Girlfriend di Dr. Insensitive Jerk
  - Lord of a Shattered Land di Howard Andrew Jones

## Hall of Fame
- 1983: La Luna è una severa maestra (The Moon is a Harsh Mistress) di Robert Heinlein e La rivolta di Atlante (Atlas Shrugged) di Ayn Rand
- 1984: 1984 (Nineteen Eighty-Four) di George Orwell e Fahrenheit 451 di Ray Bradbury
- 1985: Il mercante delle stelle (Trader to the Stars) di Poul Anderson e Galassia che vai (The Great Explosion) di Eric Frank Russell
- 1986: L'era della follia (The Syndic) di Cyril Kornbluth e la trilogia Illuminatus! di Robert Anton Wilson e Robert Shea
- 1987: Straniero in terra straniera (Stranger in a Strange Land) di Robert A. Heinlein e La vita è nostra (Anthem) di Ayn Rand
- 1988: Destinazione stelle (The Stars My Destination) di Alfred Bester
- 1989: Alongside Night di J. Neil Schulman
- 1990: The Healer di F. Paul Wilson
- 1991: An Enemy of the State di F. Paul Wilson
- 1992: Questo giorno perfetto (This Perfect Day) di Ira Levin
- 1993: I reietti dell'altro pianeta (The Dispossessed) di Ursula K. Le Guin
- 1994: Noi (Мы) di Evgenij Ivanovič Zamjatin
- 1995: La volpe delle stelle (The Star Fox) di Poul Anderson
- 1996: Il pianeta rosso (Red Planet) di Robert Heinlein
- 1997: I figli di Matusalemme (Methuselah's Children) di Robert Heinlein
- 1998: Lazarus Long l'immortale (Time Enough for Love) di Robert Heinlein
- 1999: A Planet for Texans o Lone Star Planet di H. Beam Piper e John McGuire
- 2000: I vestiti nuovi dell'imperatore (Keiserens Nye Klæder) di Hans Christian Andersen
- 2001: The Survival of Freedom, a cura di Jerry Pournelle e John F. Carr
- 2002: Il prigioniero (The Prisoner) di Patrick McGoohan
- 2003: Requiem di Robert Heinlein
- 2004: Il prezzo della libertà (The Ungoverned) di Vernor Vinge
- 2005: Le armi di Isher (The Weapon Shops of Isher) di Alfred Elton van Vogt
- 2006: V for Vendetta di Alan Moore e David Lloyd
- 2007: Qui non è possibile (It Can't Happen Here) di Sinclair Lewis e Il vero nome (True Names) di Vernor Vinge
- 2008: Arancia meccanica (A Clockwork Orange) di Anthony Burgess
- 2009: Il Signore degli Anelli (The Lord of the Rings) di J. R. R. Tolkien
- 2010: No Truce with Kings di Poul Anderson
- 2011: La fattoria degli animali (Animal Farm) di George Orwell
- 2012: The Machine Stops di E.M. Forster
- 2013: Cryptonomicon di Neal Stephenson
- 2014: Falling Free di Lois McMaster Bujold
- 2015: «Pentiti Arlecchino!» disse l'uomo del tic-tac di Harlan Ellison
- 2016: Geta di Donald M. Kingsbury
- 2017: Coventry di Robert A. Heinlein
- 2018: Con le mani in mano (With Folded Hands) di Jack Williamson
- 2019: Harrison Bergeron di Kurt Vonnegut
- 2020: Sam Hall di Poul Anderson
- 2021: Lipidleggin' di F. Paul Wilson
- 2022: Cittadino della galassia (Citizen of the Galaxy) di Robert A. Heinlein
- 2023: Uomini liberi (Free Men) di Robert A. Heinlein
- 2024: The Truth di Terry Pratchett

## Premi speciali
- 1998: Free Space, antologia curata da Brad Linaweaver e Edward E. Kramer
- 2001: premio speciale alla carriera a Poul Anderson
- 2005: Give Me Liberty e Visions of Liberty, antologie curate da Mark Tier e Martin H. Greenberg
- 2005: The Probability Broach: The Graphic Novel di L. Neil Smith e Scott Bieser
- 2006: Serenity, film scritto e diretto da Joss Whedon
- 2007: V per Vendetta (V for Vendetta), film diretto da James McTeigue
- 2014: premio speciale al romanzo Tower of Horses di Leslie Fish e alla canzone The Horse-Tamer's Daughter
- 2014: premio speciale alla carriera a Vernor Vinge
- 2015: premio speciale alla carriera a F. Paul Wilson
- 2016: Alex + Ada, graphic novel di Jonathan Luna e Sarah Vaughn
- 2016: premio speciale alla carriera a  L. Neil Smith
- 2017: Freefall, fumetto online di Mark Stanley